# Minstead
Minstead är en ort och civil parish i Storbritannien.   Den ligger i grevskapet Hampshire och riksdelen England, i den södra delen av landet, 120 km sydväst om huvudstaden London. Minstead ligger 64 meter över havet och antalet invånare är 637.
Terrängen runt Minstead är platt, och sluttar österut. Runt Minstead är det ganska tätbefolkat, med 222 invånare per kvadratkilometer. Närmaste större samhälle är Southampton, 13,8 km öster om Minstead. I omgivningarna runt Minstead växer i huvudsak blandskog.